# Республіканський театр ляльок (Ташкент)
Республіканський театр ляльок — республіканський ляльковий театр у столиці Узбекистану місті Ташкенті, одна з головних дитячих театральних сцен країни; значний осередок культури міста й держави.

## Загальні дані
Республіканський театр ляльок міститься в спеціально зведеній розкішній будівлі у середмісті Ташкента, й розташований за адресою:
вул. Афросіаб, буд. 1, м. Ташкент—700029, Узбекистан.
Велика будівля театру кінця 1970-х нагадує казковий палац з білими зубчастими вежами, з візерунковою в'яззю різьблення по дереву і ганчу, кольоровою керамікою та міддю, райдужними вітражами і фонтанами, музеєм ляльок і казковим східним містечком з химерним підсвічуванням. Ця будівля є справжньою національною гордістю сучасного архітектурного зодчества Узбекистану й чудовим подарунком дітям.
Директор театру — Ісраїлов Равшан Махкамович, головний режисер — Ходжаєв Фатхулла Убаєвич.

## Історія театру
Історія ташкентського лялькового театру бере свій початок від створеної 1928 року лялькової студії «Петрушка» при першому у Середній Азії театрі Юного глядача, до якої увійшла невелика група акторів, очолювана народним лялькарем не в першому поколінні Ташпулатом Даніяровим. Успішно пропрацювавши 10 років, ця студія, разом з російським театром ляльок при Ташкентському Палаці піонерів стала основою першої трупи Республіканського театру ляльок.
Республіканський театр ляльок був створений у Ташкенті 25 грудня 1939 року в крихітному приміщенні на вулиці Карла Маркса. Прем'єра на сцені — «Великий Іван» С. Образцова і С. Преображенського, поставлена І. Ліозиним, Н. Рахімовим і М. Єфимовим, послужила початком творчого шляху театру.
З початку роботи колективу він поповнився багатьма обдарованими фахівцями, серед яких особливо відрізнялися віддані своїй справі ентузіасти: директор Раїса Львівна Ананьєва, художник-скульптор Є. Г. Подгурська, режисери Л. В. Волкова, Ю. Ю. Трахтерова, артисти А. Саїдалієв, Т. Даніяр, В. М. Грязнова, З. Ісхакова, М. Рахматуллаєва, Н. Зайнутдінов і багато інших.
У наступні роки творчі завдання театру ускладнювались, розширявся і збагачувався репертуар ташкентського лялькового — до нього, зокрема, ввійшли твори дитячої літературної класики «Білосніжка», «Том Сойєр», «Каштанка», «Снігова королева», «Казка про мертву царівну і сім богатирів», «Маленький Мук», «Мауглі». Особлива увага ташкентськими лялькарями була приділена виробленню «власного обличчя» — створенню національного репертуару. Першою національної казкою, поставленою театром, була вистава «Даврон» Я. Бабаджанова. А вже наступними спектаклями узбецької національної професіональної лялькової драматургії стали: «Пригоди Фатіми» М. Хабібуллаєва, «Бір чігітдан - Мінг чігіт» М. Розімухамедова, «Фархад і Ширін» А. Навої, «Таємнича сопілка» М. Халіла, «Чарівна сарна» А. Кабулова, «Бичок - гострі ріжки» Р. Фархад, «Острів чарівних літер» Х. Імонбердиєва, «Посміхнися» Айхон, «Витівки Майсари» Хамзи.
У цей період і згодом до лав ташкентських лялькарів влилася ціла плеяда чудових фахівців. Серед них, зокрема, режисери А. М. Арбенін, Б. В. Сахновський; режисер і актор М. Зайнутдінов; художники І. Я. Вальденберг, Д. В. Ушаков, Б. В. Челлі, Г. А. Візель, Р. В. Левицький, М. О. Бачурін; майстер з виготовлення ляльок А. С. Семікова; балетмейстер М. М. Гердт; актори-лялькарі В. М. Грязнова, К. М. Яковлєва, А. С. Юлінська.
Поступово в театрі відбулося становлення дорослого репертуару, закладеного ще в сатиричних програмах та концертних сценках воєнного часу (2 Світова). Тепер у основі цих постановок лежала професійна драматургія: «Чортовий млин» І. Штока, «12 стільців» І. Ільфа і Є. Петрова, «Чарівна Галатея» Б. Гадора, С. Дарваша, «Гурій Львович Синиця» В. Диховичного і Л. Слобідського, «І сміх, і сльози, і любов» В. Полякова, «Голий король» Є. Шварца. Художній рівень цих вистав, поставлених талановитими режисерами: Ф. Шейном, В. Іогельсеном, Л. Хаїтовим, заслуженим діячем мистецтв РРФСР М. Корольовим, А. Бєлінським становив серйозну конкуренцію постановкам «дорослих» драматичних театрів.
Заслужений успіх Республіканського театру ляльок у 1970-ті роки принесли цікаві, яскраві роботи, народжені в багаторічній праці творчого тандему заслужених діячів мистецтв Узбекистану І. Р. Якубова та В. Г. Акудіна. Вони стали воістину корифеями узбецького театру ляльок, пропрацювавши пліч-о-пліч чверть століття. Так, плід їх співпраці — спектакль «Семург» був відзначений спеціальною премією Міністерства культури СРСР на І-му фестивалі театрів ляльок Середньої Азії, «Алдар Косе» — нагороджений дипломом Всесоюзного фестивалю театрального мистецтва народів СРСР, відзначені на інших оглядах і фестивалях були спектаклі: «12 місяців», «Дівчина-джигіт», «Спляча красуня», «Казка про доброту», «Ну, вовк, постривай!» і багато інших.
У 1979 році, в рік 40-річчя колектив Республіканського театру ляльок відзначив своє новосілля в новозбудованому будинку на тодішньому проспекті Космонавтів 1, про який мріяло не одне покоління ташкентських лялькарів. Ця знаменна подія була приурочена до урочистого відкриття Міжнародного фестивалю театрів ляльок країн Азії, в якому, активну участь брав великий лялькар світу С. В. Образцов.
У 1993 році до театру прийшов на роботу Шамурат Юсупов (нині заслужений артист Узбекистану) — нова творча особистість, за плечима якого становлення Бухарського театру ляльок і десять років творчої діяльності на посаді головного режисера. Він здійснив у театрі нову постановку казки «Хасан - шукач щастя» Є. Сперанського, яка на 4-му Республіканському фестивалі в місті Андижані здобула приз «За найкращий спектакль року».
У 1990—2000-і роки провідними виконавцями Республіканського театру ляльок є заслужена артистка Узбекистану М. Ігамназарова, майстри сцени Г. Хорошавцева, Г. Прокоф'єва, Н. Устюгіна, Ф. Ходжаєв, О. Мірзагіязов, В. Юсупова.

## Репертуар і діяльність
У чинному (2000-ні) репертуарі Республіканського театру ляльок у Ташкенті вистави за узбецькими народними казками, казками народів світу, літературними казками, що є світовою класикою (Г. К. Андерсен, Ш. Перро, Р. Кіплінг тощо), казками і дитячою літературою, як вітчизняною, в т.ч. і радянського часу, так і зарубіжною, а також експериментальні постановки, авторські вистави за етнографічними, фольклорними, літературними мотивами: «Попелюшка», «І знову Андерсен ...», «Іссумбосі», «Караван-сарай», «Хто сказав «Мяу?»», «Хлопчик-горошок», «Пригоди Фатіми», «Ріккі-Тіккі-Таві», «Казки Оле-Лукоє», «Сембо», «Три веселих п'ятачки», «Лускунчик», «Червоний Капелюшок», «Зоряний Хлопчик».
Республіканський театр ляльок є учасником I і II фестивалів театрів ляльок Середньої Азії і Казахстану, Міжнародного фестивалю країн Азії. Був неодноразовим переможцем і учасником 6 Республіканських фестивалів. Нагороджувався пам'ятними подарунками, дипломами, нагородами і званнями. У 1999 році був удостоєний Міжнародною нагородою якості «За високий професіоналізм та естетичне виховання юних поколінь» у місті Мехіко (Мексика).
Особливе місце у діяльності Республіканського театру ляльок займають зарубіжні поїздки на Міжнародні фестивалі та гастролі. Театр побував у Бірмі, Пакистані, Афганістані, Франції, Індії, Болгарії, Німеччині, США, Туреччині, Республіці Корея, Єгипті, Росії. І в кожній країні спектаклі гралися на мовах приймаючої сторони. Прагнення розширити творчі контакти, познайомити з узбецьким мистецтвом глядачів інших республік ближнього зарубіжжя призвело театр до здійснення обмінних гастролей з іншими театрами ляльок країн СНД: з міст Челябінська, Шимкента, Дніпропетровська, Самари, Києва, Кишинева, Алмати, Бішкека та інших.
У 2003 році театр був запрошений на престижний II Міжнародний фестиваль ім. С. В. Образцова з виставою «І знову Андерсен» Д. Юлдашева, а після успішного виступу в Москві цей спектакль був відібраний на VI Міжнародний фестиваль «АРТ-ВІЗИТ» у м. Краснодарі. У наступному (2004) році ця вистава удостоїласячесті відкривати краснодарський фестиваль театрів ляльок.
З концертом «Ассалом, Навруз!» М. Ашурової театр виступив на Міжнародному фестивалі у Каїрі (Єгипет) в 2004 році, і тоді ж (з місячною перервою) на фольклорномц фестивалі у Пакистані.
Одним з найважливіших компонентів творчої діяльності Республіканського театру ляльок є багаторічний стаж членства у Міжнародному союзі діячів театрів ляльок УНІМА, що дозволяє підтримувати постійні творчі контакти з колегами з різних країн світу.

## Виноски
1. ↑  Адреса театру [Архівовано 2010-03-28 у Wayback Machine.] на Офіційна вебсторінка театру [Архівовано 2010-03-26 у Wayback Machine.] (рос.)
2. ↑  Афіша (театру) [Архівовано 28 березня 2010 у Wayback Machine.] на Офіційна вебсторінка театру [Архівовано 2010-03-26 у Wayback Machine.] (рос.)